# Brigitte Crottaz

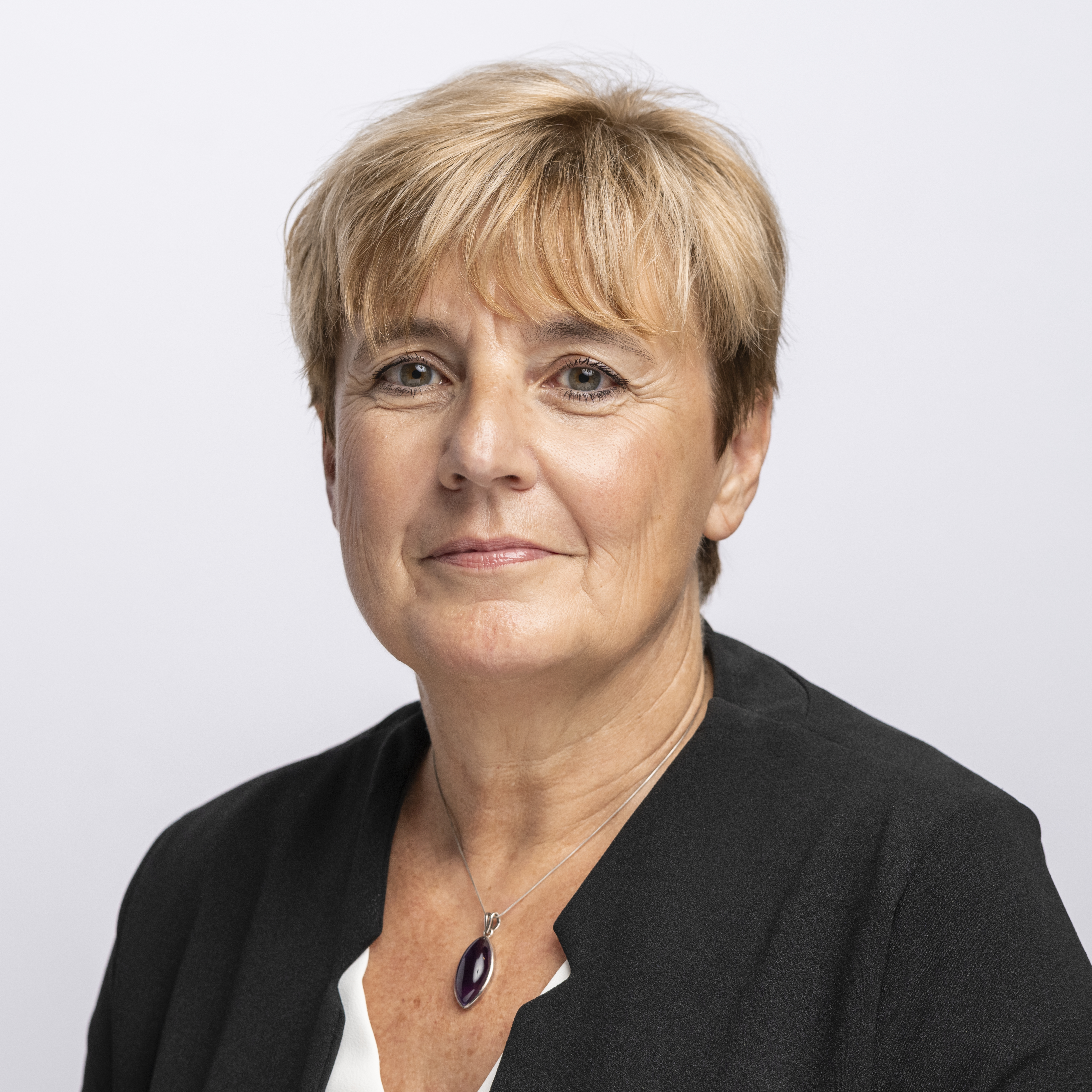
Brigitte Crottaz (2023)

Brigitte Crottaz (* 6. Oktober 1957 in Lausanne; heimatberechtigt in Saint-Barthélemy VD) ist eine Schweizer Politikerin (SP) und Ärztin aus dem Kanton Waadt. Seit Februar 2018 ist sie Mitglied des Nationalrates.

## Leben
Crottaz legte ihre lateinisch-griechische Matura 1975 mit der Vertiefung «spezielle Mathematik» ab und studierte danach an der Universität Lausanne Medizin. 1982 absolvierte sie erfolgreich ihr Staatsexamen, bevor sie als Fachärztin für innere Medizin, Endokrinologie und Diabetologie arbeitete. Anschliessend machte sie eine Post-Graduate-Ausbildung im Centre hospitalier universitaire vaudois (CHUV) und war vier Jahre lang Leiterin der Klinik Innere Medizin. Aktuell arbeitet sie in einer Lausanner Gruppenpraxis.
Crottaz ist Komiteemitglied des Schweizerischen Patientenverbands (Sektion romande) und Expertin des kantonalen Diabetesprogramm Waadt.
Sie wohnt in Epalinges und hat einen erwachsenen Sohn.

## Politik
Crottaz trat 2004 als Reaktion auf die Wahl Christoph Blochers in den Bundesrat der SP bei. Von 2005 bis 2018 war sie Gemeinderätin in Epalinges, von 2006 bis 2012 zudem Mitglied des Grossen Rates des Kantons Waadt, wo sie in der öffentlichen Gesundheitskommission tätig war.
Im Februar 2018 folgte sie im Nationalrat auf den Waadtländer SP-Nationalrat Jean Christophe Schwaab, der aus familiären Gründen zurücktrat. Sie ist Mitglied der Sicherheitspolitischen Kommission (SiK).